# Screwjob
Im Wrestling wird ein Match als Screwjob bezeichnet, dessen eigentlich per Storyline abgesprochener Ausgang ohne Wissen des zu betrügenden Wrestlers geändert wird. Als in der Fachwelt meist diskutierter Fall gilt der Montreal Screwjob. Während des dortigen Matches wurde Bret Hart von dem Vorsitzenden der WWE Vince McMahon, dem Wrestler und Matchgegner Shawn Michaels und dem Ringrichter Earl Hebner um den Titel betrogen.